# Durango (Baja California)
Durango o Ejido Durango, es una localidad mexicana, del municipio de Mexicali, Baja California, enclavada en la delegación Venustiano Carranza, en la parte suroeste del valle de Mexicali. Según el censo del 2010 realizado por el INEGI, la población en aquel momento ascendía a 1,593 habitantes. Se ubica en las coordenadas 32° 14′ 57″ de latitud norte y 115°15'06" de longitud oeste. El Durango se encuentra comunicado principalmente por la carretera estatal n.º 4, la cual recorre el poblado de este a oeste, haciendo intersección en su extremo occidental con la carretera federal n.º 5 y en el extremo oriental conduce a la localidad conurbada interestatal de Estación Coahuila e Ingeniero Luis B. Sánchez, Sonora. También está comunicado por la carretera estatal n.º 42 que enlaza a este poblado con el del ejido Sonora.
El nombre del ejido Durango, es designado en homenaje al estado de Durango. Es la segunda localidad más importante en su delegación, por el número de habitantes, después de la cabecera delegacional que es la Colonia Carranza. Es una de las siete localidades que cuenta con una unidad médica familiar con servicio de hospitalización del IMSS en el municipio de Mexicali